# Congreso del Estado de Jalisco
El Honorable Congreso del Estado Libre y Soberano de Jalisco es el órgano depositario del poder legislativo en el estado de Jalisco y, por lo tanto, el órgano creador de las leyes estatales que lo rigen. Fue constituido por primera vez tras la independencia de México el 8 de septiembre de 1823. Teniendo su primera sesión el 14 de septiembre del mismo año.
En la actualidad se compone de una asamblea de 38 diputados, 20 de los cuales son elegidos por el principio de mayoría relativa, uno por cada distrito en que se divide la entidad. El resto es nombrado por medio del recurso de representación proporcional. La gestión de los diputados tiene una duración de tres años. Su sede es el Palacio Legislativo de Jalisco, en el centro histórico de la ciudad de Guadalajara.
En el Congreso existen 20 Comisiones Legislativas encargadas del conocimiento, análisis y dictamen de las iniciativas y comunicaciones que son presentadas a la votación de todos. Estos órganos están conformados por diputados. Asimismo, cuenta con una Mesa Directiva que se encarga de representar jurídicamente al Congreso y coordinar el trabajo de las comisiones.

## Organización
El Congreso del Estado funciona en Asamblea y para el conocimiento, análisis y resolución de los asuntos de su competencia se auxilia de:
1. Mesa Directiva
2. Comisiones Legislativas
3. Comités
4. Órganos administrativos y técnicos

## Saturación de Iniciativas de Ley
La baja productividad de las comisiones ha causado una saturación de Iniciativas de Ley que nunca son votadas. Existen, a desde la LVII Legislatura, 505 iniciativas estancadas en las comisiones.

## Periodo de Sesiones Ordinarias[6]
Hay dos periodos de sesiones ordinarias por año. La primera es del 1 de febrero al 30 de marzo. La segunda es del 15 de septiembre hasta el 15 de diciembre.
Fuera de estos periodos, el Congreso sesionará al menos dos veces por mes o tres dependiendo la asamblea.

## Diagnóstico de Parlamento Abierto
En 2013, un grupo de organizaciones civiles presentaron una lista de diez principios. Cada uno evalúa un aspecto de transparencia, participación ciudadana, innovación, tecnología de la información y rendición de cuentas para los cuerpos legislativos en México. A su vez, cada principio tiene variables, por un total de 95. En 2015, crearon un diagnóstico.
| Congreso del Estado de Jalisco                       | Congreso del Estado de Jalisco |
| Principio                                            | Puntuación                     |
| ---------------------------------------------------- | ------------------------------ |
| Derecho a la información                             | 100%                           |
| Participación ciudadana y rendición de cuentas       | 42%                            |
| Información parlamentaria                            | 57%                            |
| Información presupuestal y administrativa            | 33%                            |
| Información sobre legisladores y servidores públicos | 47%                            |
| Información histórica                                | 0%                             |
| Datos abiertos y no propietario                      | 0%                             |
| Accesibilidad y difusión                             | 100%                           |
| Conflictos de interés                                | 0%                             |
| Legislan a favor de gobierno abierto                 | 0%                             |

## Legislación
En el año de renovación del Congreso del Estado, a las 11:00 horas del día 25 de octubre, y precisamente en el Recinto Oficial del Congreso del Estado, deben reunirse todos los diputados propietarios electos. No hay necesidad de previa cita, a efecto de celebrar la junta preparatoria, bajo la conducción de la Junta Preparatoria, recae en la Mesa Directiva saliente, quien funge como Comisión Instaladora.
La Junta Preparatoria tiene por objeto tomar protesta a los diputados electos; elegir la Primera Mesa Directiva de la Legislatura entrante, formalizar la entrega-recepción de los bienes y derechos del Congreso del Estado; y citar a la sesión solemne de instalación de la nueva legislatura.
El periodo constitucional de una Legislatura es de tres años.

## Proceso de Certificación ISO 9001:2008
La implantación del Sistema de Gestión de Calidad, bajo la norma ISO 9001:2008,  viene a contribuir significativamente no sólo en la labor de la construcción y el consenso de la norma, sino también a fortalecer la transparencia de la información legislativa y garantizar un acceso fácil, desagregado y completo, profesionalizando de manera constante y con sentido a su personal y fortaleciendo el espíritu social y democrática que como representante social debe prevalecer siempre en el Poder Legislativo del Estado.

## Controversias

### LXII Legislatura
En la madrugada del 19 de junio de 2020 la mayoría de los diputados del Congreso de Jalisco, encabezados por las bancadas de Movimiento Ciudadano y del PAN, designaron a tres nuevos integrantes del Consejo de la Judicatura del Estado Poder Judicial de Jalisco, esto pese a que no obtuvieron la calificación mínima aprobatoria establecida en la convocatoria para el puesto y a que no estuvieron entre los mejor evaluados en la evaluación de perfiles del Comité de Participación Social del Sistema Anticorrupción del Estado de Jalisco (CPS). Ante este acto, más de 120 académicos, activistas, periodistas y empresarios firmaron un documento exigiendo al Congreso que rindan cuentas de las razones para vulnerar el proceso establecido en la convocatoria, así como solicitarles que se apeguen a derecho en las futuras designaciones. Asimismo, el CPS tomó la decisión de denunciar a los diputados locales ante la Comisión Interamericana de Derechos Humanos.

## Legislaturas
| Legislatura | Periodo   |
| ----------- | --------- |
| I           | 1861-1867 |
| II          | 1867-1870 |
| III         | 1870-1872 |
| IV          | 1872-1874 |
| V           | 1874-1876 |
| VI          | 1876-1878 |
| VII         | 1878-1880 |
| VIII        | 1880-1882 |
| IX          | 1882-1883 |
| IX (bis)    | 1883-1885 |
| X           | 1885-1887 |
| XI          | 1887-1889 |
| XII         | 1889-1891 |
| XIII        | 1891-1893 |
| XIV         | 1893-1895 |
| XV          | 1895-1897 |
| XVI         | 1897-1899 |

| Legislatura | Periodo   |
| ----------- | --------- |
| XVII        | 1899-1901 |
| XVIII       | 1901-1903 |
| XIX         | 1903-1905 |
| XX          | 1905-1907 |
| XXI         | 1907-1909 |
| XXII        | 1909-1911 |
| XXIII       | 1911      |
| XXIII (bis) | 1912-1913 |
| XXIV        | 1914      |
| XXV         | 1917-1919 |
| XXVI        | 1919-1921 |
| XXVII       | 1921-1923 |
| XXVIII      | 1923-1925 |
| XXIX        | 1925-1929 |
| XXX         | 1929-1930 |
| XXX (bis)   | 1930-1931 |
| XXX (ter)   | 1932-1933 |

| Legislatura | Periodo   |
| ----------- | --------- |
| XXXI        | 1933-1935 |
| XXXII       | 1935-1937 |
| XXXIII      | 1937-1939 |
| XXXIV       | 1939-1941 |
| XXXV        | 1941-1943 |
| XXXVI       | 1943-1945 |
| XXXVII      | 1945-1947 |
| XXXVIII     | 1947-1949 |
| XXXIX       | 1949-1953 |
| XL          | 1953-1956 |
| XLI         | 1956-1959 |
| XLII        | 1959-1962 |
| XLIII       | 1962-1965 |
| XLIV        | 1965-1968 |
| XLV         | 1968-1971 |
| XLVI        | 1971-1974 |
| XLVII       | 1974-1977 |

| Legislatura | Periodo   |
| ----------- | --------- |
| XLVIII      | 1977-1980 |
| XLIX        | 1980-1983 |
| L           | 1983-1986 |
| LI          | 1986-1989 |
| LII         | 1989-1992 |
| LIII        | 1992-1995 |
| LIV         | 1995-1998 |
| LV          | 1998-2001 |
| LVI         | 2001-2004 |
| LVII        | 2004-2007 |
| LVIII       | 2007-2010 |
| LIX         | 2010-2012 |
| LX          | 2012-2015 |
| LXI         | 2015-2018 |
| LXII        | 2018-2021 |
| LXIII       | 2021-2024 |
| LXIV        | 2024-2027 |